# Səmra Rəhimli
Səmra Rəhimli (Baku, 20 ottobre 1994) è una cantante azera.

## Carriera
Ha tentato di rappresentare l'Azerbaigian all'Eurovision Song Contest 2012 partecipando al programma di selezione nazionale, ma si è piazzata terza nella prima semifinale. All'inizio del 2015 ha svolto un provino per l'edizione turca di The Voice, O Ses Türkiye, fermandosi ai quarti di finale. Alla fine del 2015 ha partecipato a Səs Azərbaycan, la versione azera del franchising, piazzandosi seconda.
Səmra ha rappresentato l'Azerbaigian all'Eurovision Song Contest 2016 con la canzone Miracle.

## Discografia

### Singoli
- 2015 - O sevir
- 2016 - Miracle
- 2017 - Badminton
- 2018 - Ters gedir
- 2018 - Hypnotized
- 2018 - Pidžak
- 2019 - Armas
- 2020 - Queen